# Johannes IV av Konstantinopel
Johannes IV Nesteutes, död 2 september 595, var patriark av Konstantinopel från 582 till 595. Han är främst känd för att som första person år 595 ha antagit titeln ekumenisk patriark.